# M8 (semovente)
Il 75 mm Howitzer Motor Carriage M8, conosciuto anche come M8 Scott, era un semovente d'artiglieria realizzato sullo scafo del carro leggero M5 prodotto negli Stati Uniti durante la seconda guerra mondiale.
L'armamento principale era costituito dall'obice da 75 mm M2 che veniva montato in una torretta a cielo aperto. Il carro non aveva la mitragliatrice coassiale in torretta né quella montata nello scafo come avveniva per il carro dal quale derivava. Era dotato di una mitragliatrice Browning M2 da 12,7 mm per la difesa ravvicinata o quella antiaerea. In seguito l'arma principale diverrà l'obice da 75 mm M3. Il mezzo trasportava una riserva di 46 colpi da 75 mm e di 400 colpi per la mitragliatrice.
L'autorizzazione alla produzione venne rilasciata nell'aprile del 1942. Nel settembre dello stesso anno i primi M8 cominciarono ad uscire dalle linee di montaggio. La produzione continuò fino al gennaio del 1944 per un totale di 1.778 esemplari. Il mezzo venne impiegato su tutti i fronti che videro impegnate le forze armate statunitensi (Italia, Francia e Pacifico).
Furono realizzate due versioni del semovente. La prima, M8, utilizzava lo scafo del carro M5, mentre la seconda, M8A1, quello del carro M5A1.